# Маріус Верль
Маріус Верль (нім. Marius Wörl, нар. 5 квітня 2004, Госсельтхауз, Німеччина) — німецький футболіст, півзахисник клубу «Ганновер 96».
На правах оренди грає в «Армінії».

## Ігрова кар'єра

### Клубна
Маріус Верль народився у містечку Госсельтхауз, округ Верхня Баварія. Є вихованцем клубної академії мюнхенської «Баварії». А вже у 2018 році приєднався до молодіжної команди іншого клубу з цього міста - «Мюнхен 1860».
З 2021 року Верль виступав за другий склад команди. 16 вересня 2022 року у матчі Третьої ліги проти «Ерцгебірге Ауе» Верль дебютував на професійному рівні.
Влітку 2023 року Верль перейшов до клубу Другої Бундесліги «Ганновер 96», з яким підписав трирічний контракт. Але не провівши в команді жодного матчу майже одразу був відправлений в оренду до клубу Третьї ліги «Армінія» з Білефельда. Маріус Верль зробив вагомий внесок в успішному для його команди розіграші Кубка Німеччини сезону 2024/25.

### Збірна
В період з 2022 по 2023 роки Маріус Верль провів кілька матчів в складі юнацьких збірних Німеччини.

## Титули
Армінія